# Byggsats (leksak)

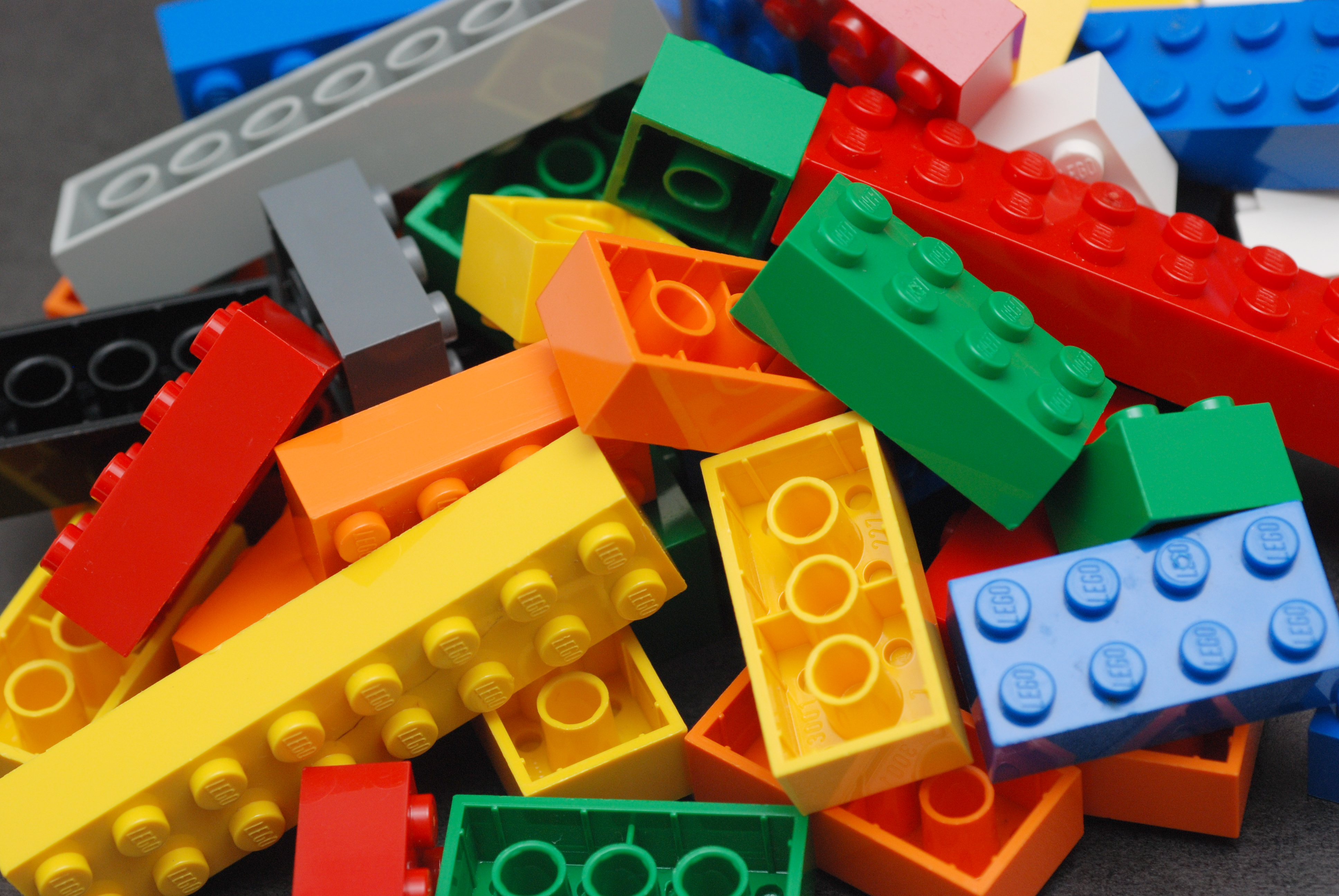
Legoklossar uppmuntrar lärande genom lek

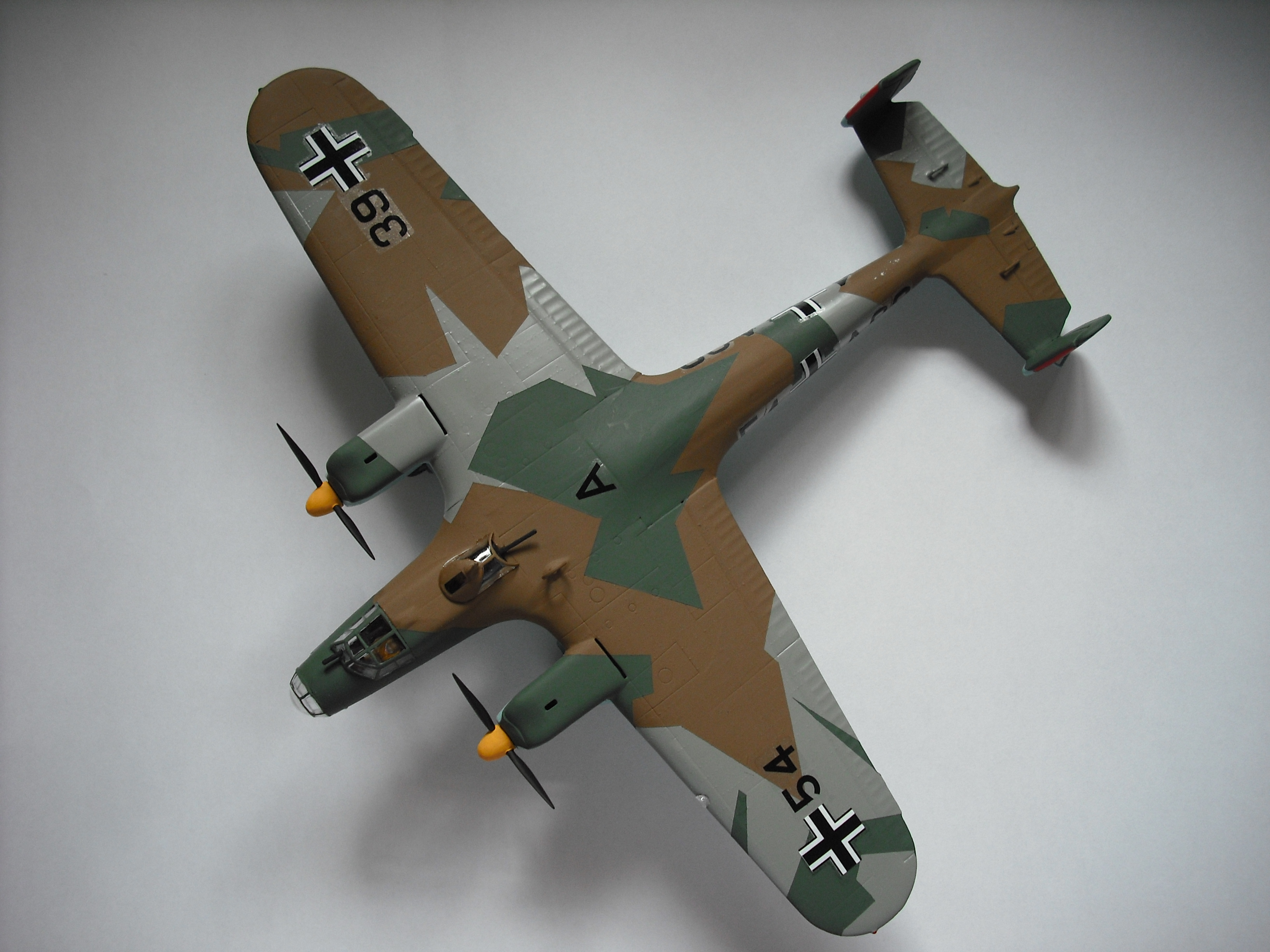
En plastmodell av ett militärt flygplan, ihopsatt av delar från en byggsats.

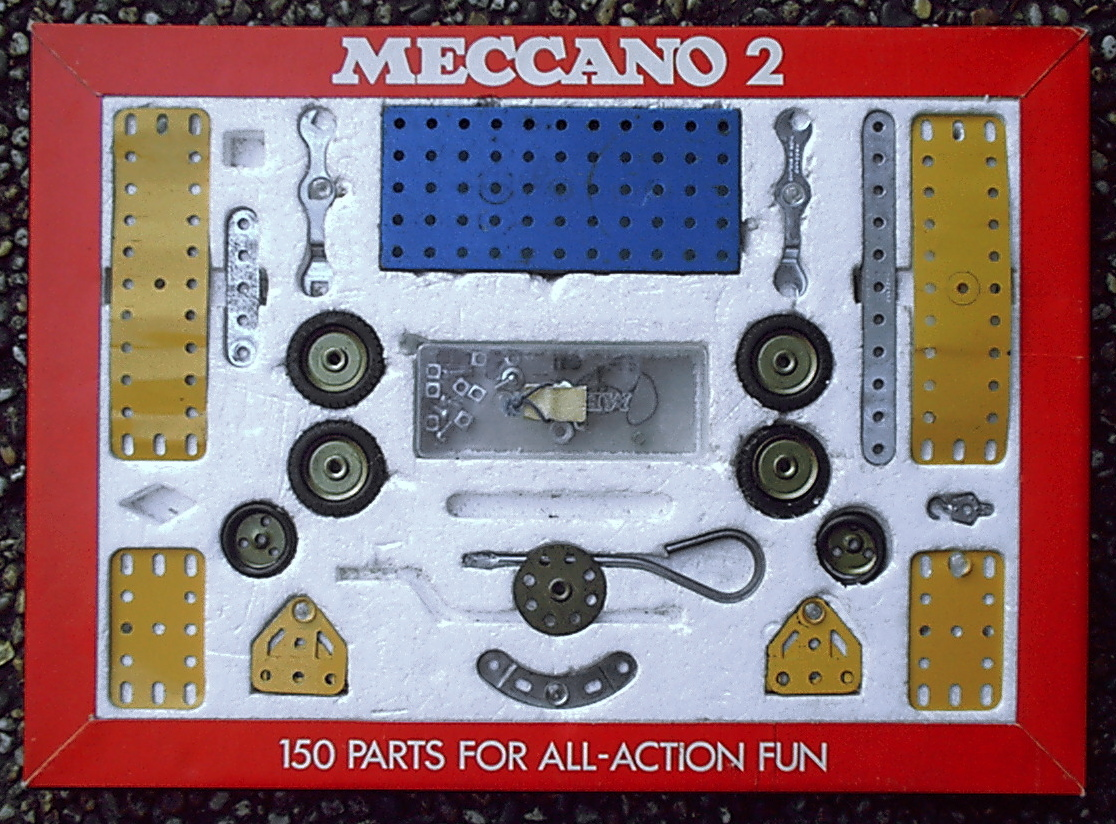
No. 2 Meccano-sats från 1970-talet

En byggsats är i leksaks- och hobbysammanhang endera en uppsättning standardiserade delar som gör det möjligt att konstruera och bygga en mängd olika mekaniska modeller, eller på en sats av delar som är speciellt utformade för att bygga en specifik naturtrogen skalmodell av något föremål. Byggsatser med standardiserade delar är normalt avsedda att kunna byggas ihop och åter plockas isär, medan de som är avsedda för en skalmodell ibland är tänkta att sättas samman och sedan förbli sammansatta.

## Byggsatser för skalmodeller
Skalmodeller är miniatyrer av plast, trä eller metall som föreställer exempelvis militära eller civila fordon, flygplan, fartyg eller figurer.

## Flexibla byggsatser
De flexibla byggsatserna är en typ av konstruktionsleksaker som av många ses som värdefulla pedagogiska leksaker, och som kan öva upp tredimensionellt tänkande och samarbete.
Olika byggsatser kan kategoriseras enligt den metod som används för att sammanfoga delarna och delarnas geometri:
- Avlånga pinnar av varierande längd som fästs vid noder/fästelement som kan användas för att bygga ram- eller fackverksliknande konstruktioner, och ofta har delar som medger rotation. Dessa förekommer med olika symmetrigrupper hos noderna:
  - D8h (*228)-noder används för K'Nex, Tinkertoy och Playskool Pipeworks.
  - Oh (*432)-noder används för Mero producerat av Mero-Schmidlin.
  - Ih (*532)-noder används för Zometool.

- Plattor av varierande storlek och form:
  - Plattor och klossar med borrade hål, som monteras med stavar: Matador
  - Plattor av varierande storlekar och form som förbinds med stift eller skruvar vinkelrätt mot plattorna såsom Erector Set, Meccano, Merkur, Steel Tec, Lego Technic, Trix och FAC-System.
  - Plattor av varierande storlek och form av böjligt material eller med gångjärn mellan plattorna såsom Tog'l och Jovo.

- Byggkomponenter med varierande metoder och förbindelser inkluderar:
  - Förbindelselöst: byggklossar, Anchor Stone Blocks och Kapla
  - Stift: Lego, Coco, Rasti, Tente, Mega Bloks, Fischertechnik, Playmobil, Loc Blocs, Cobi block och Oxford
  - Spår för infästning: Lincoln Logs, Great Invention Kit (GIK) och Stickle bricks
  - Hylsa: Capsela